# 1923-as magyar teniszbajnokság
Az 1923-as magyar teniszbajnokság a huszonötödik magyar bajnokság volt. A bajnokságot szeptember 2. és 10. között rendezték meg Budapesten, a MAC margitszigeti pályáján.

## Eredmények
| Versenyszám  | Arany                            | Arany | Ezüst                                                    | Ezüst | Bronz                                                                                 | Bronz |
| ------------ | -------------------------------- | ----- | -------------------------------------------------------- | ----- | ------------------------------------------------------------------------------------- | ----- |
| Férfi egyéni | Kehrling Béla MAC                |       | Friedrich Rohrer LTC Brno                                |       | František Soyka DLTC Praha                                                            |       |
| Női egyéni   | Margarete Janotta DSV Troppau    |       | Krencsey Adél MAC                                        |       | Gerta Amende DLTC Praha Karátsonné Balás Dóra MAC                                     |       |
| Férfi páros  | Kehrling Béla, Kelemen Aurél MAC |       | Friedrich Rohrer , František Soyka LTC Brno , DLTC Praha |       | Fittler Kamill, Göncz Lajos MACdr. Pétery Jenő, Kirchmayr Kálmán MAC                  |       |
| Vegyes páros | Kehrling Béla, Krencsey Adél MAC |       | Göncz Lajos, Margarete Janotta MAC, DSV Troppau          |       | Friedrich Rohrer , Greta Rohrerová LTC Brno Fittler Kamill, Karátsonné Balás Dóra MAC |       |